# 皮耶羅·迪·科西莫

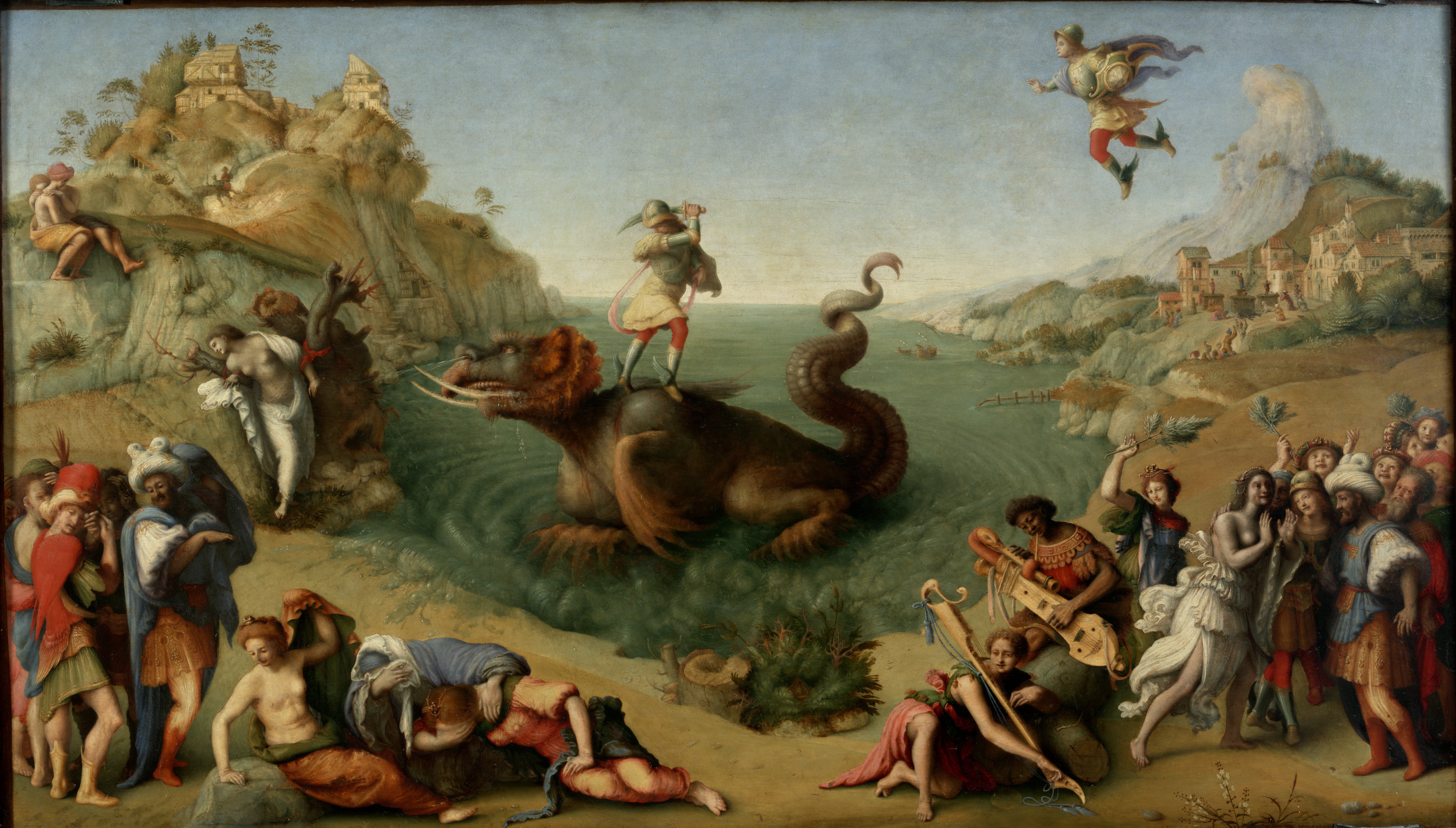
《珀尔修斯救出安德洛墨达》，板面油画，1510年或1513年，乌菲兹美术馆

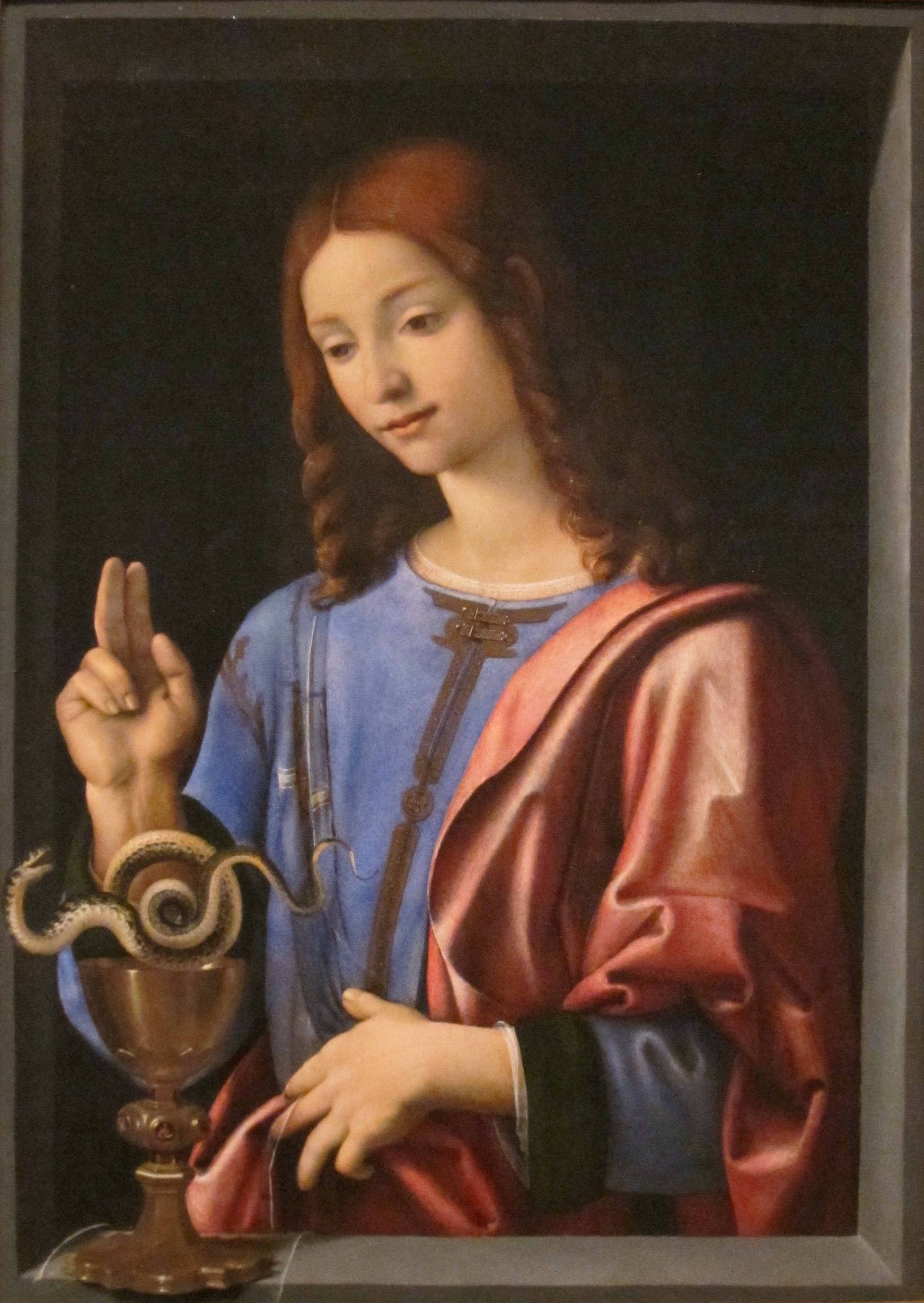
《福音傳道者聖約翰》，板面油畫，1504-06，火奴魯魯藝術博物館

皮耶羅·迪·科西莫（Piero di Cosimo，1462年1月2日 – 1522年4月12日），亦稱皮耶羅·迪·洛倫佐（Piero di Lorenzo），是意大利文藝復興時期的一位畫家。

## 生平
科西莫出生於佛羅倫薩，是一位金匠的兒子。他曾受到科西莫·羅塞利的指點，他的名字也是從老師那裡取來的。1481年在西斯廷禮拜堂協助老師進行創作。後來他自己也成為了一名著名畫家。喬爾喬·瓦薩里為他在《藝苑名人傳》留下了一席之地。
瓦薩里給出的科西莫逝世時間為1521年，包括《大英百科全書》等的許多文獻中都採取此說。  但後來有證據顯示其正確的逝世時間為1522年4月12日。

## 逸聞
傳聞科西莫害怕打雷，還有恐火癥，因此從來不做飯，只依靠煮雞蛋為生。他在為他的作品準備材料時會順便準備50個煮雞蛋。 他拒絕清理畫室，也不修剪自家果園裡果樹。因此瓦薩里評價他“相對人類而言更像是一匹野獸”。

## 外部連結
- 维基共享资源上的相關多媒體資源：皮耶羅·迪·科西莫